# Auguste Guillemin
Pour les articles homonymes, voir Guillemin.
Auguste Guillemin, né le 10 décembre 1842 à Ruffey-lès-Echirey (Côte-d'Or) et mort le 22 mars 1914 à Alger, est un physicien et homme politique français.

## Biographie
Nicolas-Auguste Guillemin est le fils de Philiberte Saussier et de Jean Guillemin, sabotier à Echirey.
Élève de l’École normale supérieure de 1862 à 1865, Auguste Guillemin débute dans l'enseignement comme professeur de physique au lycée de Laval en 1865 et obtient l'agrégation de sciences physiques en 1869. Muté au lycée d'Alger en 1872, il enseigne également à l’École de médecine et de pharmacie de cette ville, où il devient le premier titulaire de la chaire de physique médicale en 1891, trois ans après avoir obtenu un doctorat en médecine à la Faculté de Lyon.
Passionné de musique, son domaine de prédilection est l'acoustique. Ses travaux sur la phonation et l'acoustique musicale seront récompensés en 1904 par un prix de l'Académie des sciences. En 1903-1904, il préside la Société des conférences populaires.
Élu conseiller municipal d'Alger pour la première fois le 20 janvier 1878, Guillemin est nommé adjoint le 11 février. Réélu en tête de liste lors des élections municipales de janvier 1881, il est nommé maire par décret du 24 février suivant. Réélu sans discontinuité jusqu'en 1896, il n'ira pas jusqu'au bout de son dernier mandat. Dépassé par l'ampleur des troubles antijuifs, il doit renoncer à briguer un mandat de conseiller général avant d'annoncer sa démission le 17 septembre 1898.
Pendant ses dix-sept ans de mandat, Guillemin a amélioré l'alimentation en eau d'Alger et a fait exécuter de nombreux travaux : construction d'égouts sous les voies principales, élargissement de la rue Bab-Azoun et de la rue de Chartres (aujourd'hui rue Amar-El-Kama), construction du boulevard Bugeaud (aujourd'hui boulevard Mustapha-Ben-Boulaid), destruction des anciennes fortifications, reconstruction du théâtre, mise en place d'un réseau de tramway électrique... Il a également initié la ré-annexion de la commune de Mustapha, mais ce projet n’a abouti qu'en 1904, six ans après son départ de la mairie.
Officier d'Académie depuis 1874 et chevalier de l'Ordre de Sainte-Anne de Russie depuis 1890, il a été nommé chevalier de la Légion d'honneur en 1893.
Mort le 22 mars 1914 en son domicile du no 131 de la rue Michelet, il est inhumé au cimetière du boulevard Bru (aujourd'hui boulevard des Martyrs).